# Heinrich Werner (Politiker)
Heinrich Werner (* 17. November 1831 auf Schloss Trachenberg; † 30. Dezember 1912 in Berlin) war ein deutscher Richter und Parlamentarier.

## Leben
Heinrich Werner studierte 1850–1853 an der Königlichen Universität Breslau Rechtswissenschaft. 1851 wurde er im Corps Borussia Breslau recipiert. 1853 wurde er Auskultator, später Kreisrichter und 1870 Kreisgerichtsdirektor. Landgerichtsdirektor wurde er in Naumburg und von 1880 bis 1899 war er Landgerichtspräsident in Lissa. Er war Landwehr-Offizier, zuletzt Major, und Teilnehmer am Deutschen Krieg von 1866 und Deutsch-Französischen Krieg von 1870/71.
In den Jahren 1873 bis 1876 war er Abgeordneter des Wahlkreises Stettin 1 (Demmin, Anklam, Usedom-Wollin, Ueckermünde) zum Preußischen Abgeordnetenhaus. 1878–1881 war er Mitglied des Deutschen Reichstages, gewählt im Wahlkreis Liegnitz 6 (Liegnitz, Goldberg, Haynau). Er war Mitglied der Nationalliberalen Partei.

## Auszeichnungen
- Charakter als Geh. Oberjustizrat
- Roter Adlerorden 4. Klasse mit Schwertern
- Roter Adlerorden 3. Klasse mit der Schleife und Schwertern am Ringe
- Eisernes Kreuz